# Tribhuvan Rajmarg

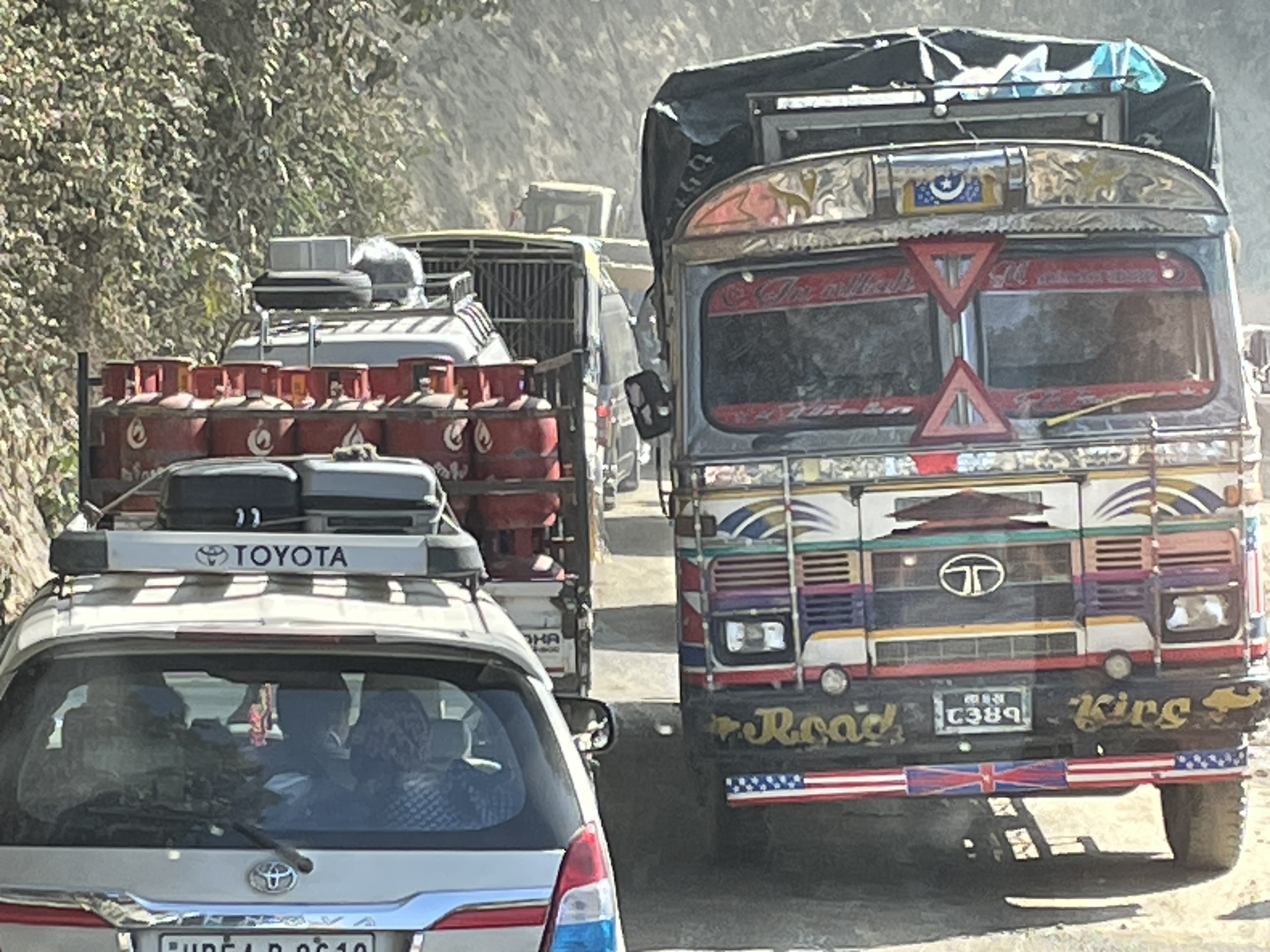
Tribhuvan Rajmarg in Richtung indischer Grenze (2023)

Der Tribhuvan Rajmarg (Nepali त्रिभूवन राजपथ; englisch Tribhuvan Highway) ist eine Fernstraße in Nepal, die die im Süden an der indischen Grenze gelegene Stadt Birganj mit der zentral gelegenen Hauptstadt Kathmandu verbindet. Sie entstand mit indischer Hilfe 1956, war die erste Fernstraße des Landes und verband Kathmandu mit der Außenwelt.
Die 158 km lange Überlandstraße verläuft von Birganj aus in nördlicher Richtung. Der Mahendra Rajmarg trifft von Osten kommend auf die Fernstraße und verläuft ein Stück nach Norden gemeinsam. Bei Hetauda zweigt der Mahendra Rajmarg dann nach Westen ab. Der Tribhuvan Rajmarg setzt seinen Kurs nach Norden fort und überquert die Bergketten des  Vorderen Himalaya. Die Fernstraße passiert Thaha und Naubise. Später wendet sie sich nach Osten. Der Prithvi Rajmarg trifft von Westen kommend auf den Tribhuvan Rajmarg. Dieser erreicht schließlich den Großraum Kathmandu.
Der Tribhuvan Rajmarg bildet einen Abschnitt der asiatischen Fernstraße AH42.